# Procompsognathus
A Procompsognathus egy kis méretű theropoda dinoszaurusznem, amely a késő triász időszak idején élt, mintegy 222–219 millió évvel ezelőtt. A Procompsognathust Eberhard Fraas nevezte el 1913-ban. Típusfaja a P. triassicus egy gyengén megőrződött csontvázon alapul, melyet a németországi Württembergben fedeztek fel.
A név a késő jura időszaki dinoszaurusz, a Compsognathus nevéből ered, melynek jelentése 'csinos állkapocs' (az ógörög κομψος / kompszosz 'csinos', 'elegáns', 'kecses' és γναθος / gnathosz 'állkapocs' szavak összetételéből). A προ / pro előtag jelentése 'elő-' vagy 'ős-', a közvetlen leszármazást azonban a későbbi kutatás nem erősítette meg.

## Ősbiológia
A Procompsognathus körülbelül 1,1 méter hosszú és 1 kilogramm súlyú lehetett. Két lábon járt, hosszú hátsó lábakkal, rövid karokkal, sok, kis apró foggal ellátott hosszú, karcsú pofával, nagy karmos kezekkel, valamint merev farokkal rendelkezett. A tengerpartoktól távol eső, aránylag száraz területen élt, és feltehetően rovarokkal, gyíkokkal és más kis méretű állatokkal táplálkozott.

## Osztályozás
Habár kétségtelen, hogy egy kis méretű két lábon járó húsevő volt, az egyetlen, rendkívül hiányos Procompsognathus fosszília alapján az azonosságát nehéz meghatározni. Történelmi okokból theropoda dinoszaurusznak tekintették, de egyesek, például Allen (2004-ben) úgy vélték, hogy a Procompsognathus egy kezdetleges ornithodira volt, azaz nem tartozott a dinoszauruszok közé. Sereno és Wild (1992-ben) kijelentették, hogy a holotípus példány két különböző állat fosszíliájából lett összeállítva. Arra hivatkoztak, hogy a koponya egy kezdetleges crocodylomorphához, a Saltoposuchushoz tartozik, a csontváz többi része pedig egy, a Segisaurusszal rokonságban álló ceratosaurusé.
Rauhu és Hungerbuhler (2000-ben) megjegyezték, hogy a gerinc jellemzői alapján a Procompsognathus feltehetően egy coelophysida vagy ceratosaurus, míg Carrano és szerzőtársai (2005-ben) a rokonságába tartozó nem, a Segisaurus újabb vizsgálata során úgy találták, hogy a Segisaurus és a Procompsognathus is a Coelophysidae családba tartozik.

## Popkulturális hatás
Michael Crichton Jurassic Park és Az elveszett világ című regényeiben a Procompsognathus (melyre gyakran „kompi” néven hivatkoznak) az egyik kihalt dinoszaurusznem, amit genetikai tervezés segítségével sikerül újrateremteni. Crichton ezeket az állatokat mérgesként ábrázolta, e tulajdonság azonban kitalált, fosszilis bizonyíték nem támasztja alá. Emellett dögevőként, valamint a park sauropodatrágyától való megtisztításában segédkező ürülékevőként jelenik meg. A második regény filmváltozatában Az elveszett világ: Jurassic Parkban a Procompsognathus egyik távoli coelurosaurus rokona, a Compsognathus szerepelt, a film egyik karaktere, Robert Burke azonban Compsognathus triassicus néven azonosítja az állatot (a P. triassicus a Procompsognathus típusfaja). Eric Garcia „Rex” regényeiben a tizenhat napjainkig fennmaradt nem egyike a Procompsognathus. Garcia is „kompi” néven hivatkozik ezekre az állatokra.

## Fordítás
- Ez a szócikk részben vagy egészben  a   Procompsognathus című angol Wikipédia-szócikk ezen változatának fordításán alapul.  Az eredeti cikk szerkesztőit annak laptörténete sorolja fel. Ez a jelzés csupán a megfogalmazás eredetét és a szerzői jogokat jelzi, nem szolgál a cikkben szereplő információk forrásmegjelöléseként.

## Külső hivatkozások
- Procompsognathus. (Hozzáférés: 2009. április 30.)